# Ellen Swallow Richards
Ellen Henriquetta Swallow Richards (Dunstable, Massachusetts, 3 de diciembre de 1842-Boston, 30 de marzo de 1911) fue una química y ecóloga estadounidense. Fue una de las fundadoras de la "higiene ambiental" precursora de la ciencia ecológica moderna. Ellen dedicó más de una década de su vida a que las mujeres pudieran estudiar carreras universitarias, en el área de las ciencias naturales, en Estados Unidos.

## Primeros años
Los padres de Ellen Swallow, Peter Swallow y Fanny Taylor eran los dos profesores, agricultores y además tenían una pequeña tienda en el pueblo. Ellen no contaba con mucho tiempo para acudir a la escuela, porque tenía que apoyar los negocios de sus padres. Sin embargo, Ellen a partir de 1859 tomó cursos universitarios de matemáticas, francés y latín. Con el fin de poder pagar su educación, Ellen trabajaba como maestra de escuela, limpiaba casas y hacía tutorías. Además también atendía a su madre que estaba enferma.

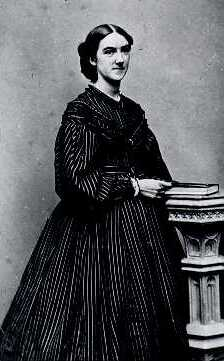
Ellen Swallow Richards

## Estudios en Vassar College
Hasta que Ellen cumplió recién 25 años contó con el dinero suficiente, 300 pesos, para poder inscribirse en el prestigioso Vassar College, una de las pocas instituciones de aquellos tiempos que aceptaban a mujeres. Ellen estudió astronomía y química, entre otras cosas. Fue alumna de Maria Mitchell.

## Estudios en MIT
Ellen Swallow se graduó 1870 en el Vassar College y posteriormente se trasladó al Instituto de Tecnología de Massachusetts (MIT). Fue la primera mujer que estudio en el MIT y también la primera mujer que era aceptada en una universidad de ciencias en Estados Unidos. Después de graduarse continuó en el MIT con la esperanza de doctorarse pero no le fue permitido. La primera mujer que logró un doctorado en el MIT tuvo que esperar hasta 1886.
En 1875 Ellen se casó con el profesor de metalurgia de la MIT, Robert H. Richards (1844-1945). Robert H. Richards era dos años menor que ella. Ambos se apoyaban mucho en sus intereses y en su trabajo.

## Vida laboral

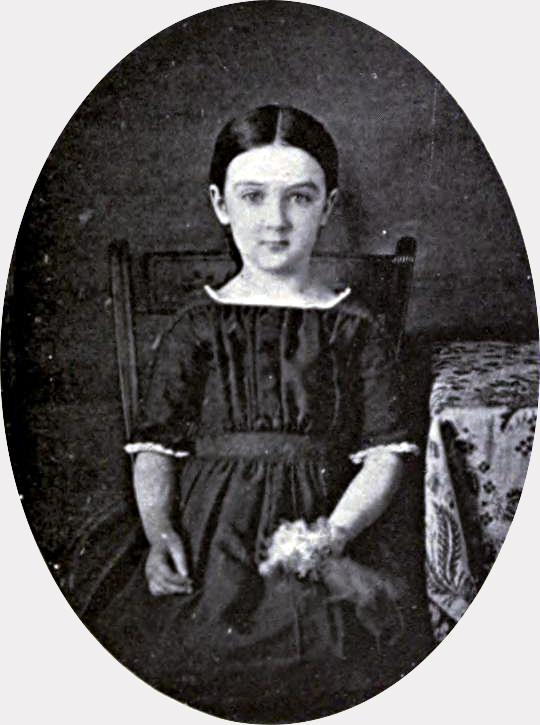
Daguerrotipo de Ellen Swallow Richards tomado hacia 1848.

Después de graduarse en el MIT, Ellen Richards apoyo la fundación del Women's Laboratory, un programa para mujeres en el MIT. El laboratorio de mujeres abrió sus puertas en 1876, con el profesor John M. Ordway como encargado, Richards era la asistente. Ellen tomó el cargo de instructora de química y mineralogía en el Laboratorio hasta su cierre en 1883.
Las mujeres no obtuvieron autorización para estudiar una carrera regular en el MIT hasta 1883. Por lo tanto Ellen Richards logró a través de su labor que las mujeres puedan estudiar las ciencias naturales en el MIT.
Desde 1887 en adelante a Ellen Richards se le asignó por parte de autoridades sanitarias estadounidenses el trabajo de laboratorio de un estudio total del suministro de agua en Estados Unidos. Esto llevó a que en 1890 se estableciera un programa de Sanitary engineering (Ingeniería Sanitaria) en el MIT. Como profesora Ellen Richards les enseñaba a su alumnado el análisis de agua potable, aguas residuales y el aire.
Además de sus actividades laborales Ellen Richards y su esposo apoyaron activamente durante casi un cuarto de siglo a jóvenes mujeres que estaban interesadas en el estudio de las ciencias naturales.

## Algunas publicaciones
- ellen Richards. Food materials and their adulterations.. Boston: Estes and Lauriat, (1885); Home Science Publishing Co. 1898 [1885]. (iv, 183).

- -------------------. Plain words about food: the Rumford kitchen leaflets 1899. Boston: Home Science Publishing Co. 1899. (176, [10] planchas).

- -------------------. 1904. First lessons in food and diet. Boston: Whitcomb & Barrows

- -------------------. 1905. The Cost of shelter. New York: J. Wiley & Sons ISBN 1-4142-3012-5

- -------------------. 1906?. Meat and drink. Boston: Health-Education League

- -------------------. ca. 1908. Richards, Ellen. The Efficient worker. Boston: Health-Education League

- -------------------. ca. 1908. Health in labor camps. Boston: Health-Education League

- -------------------. 1908 o 1909. Tonics and stimulants. Boston: Health-Education League

- -------------------. 1914. Air, water, and food: from a sanitary standpoint. 4ª ed. rev. y reescrito. New York: J. Wiley & Sons

- -------------------. Euthenics: The Science of Controllable Environment : A Plea for Better Conditions As a First Step Toward Higher Human Efficiency (Public health in America) ISBN 0-405-09827-8

- -------------------. 2007. Obra compilada en 5 volúmenes Ed. Kazuko Sumida. Tokio: Ed. Synapse, ISBN 978-4-86166-048-1